# Mayaguana
Mayaguana è un'isola e un distretto delle Bahamas con 271 abitanti al censimento 2010.
È la più orientale delle isole dello Stato caraibico ed è situata a circa 560 km dalla capitale Nassau.
Era abitata dai Lucaiani prima dell'arrivo degli spagnoli.